# آنه باروئو

آنه باروئه ( به فرانسوی: Anne Baraou  زاده ۲۵ اکتبر ۱۹۶۵ بوردو فرانسه) خالق کمیک استریپ، نویسنده کتب طنز، نقاش و عضو جمعی از سازندگان کتاب های طنز علیه سکسیسم می‌باشد.